# Cylindrepomus albomaculatus
Cylindrepomus albomaculatus är en skalbaggsart som beskrevs av Stefan von Breuning 1947. Cylindrepomus albomaculatus ingår i släktet Cylindrepomus och familjen långhorningar.
Artens utbredningsområde är Filippinerna. Inga underarter finns listade i Catalogue of Life.